# Gái bao
Gái bao là một hiện tượng xã hội hiện đại khá phổ biến và được báo chí nói đến khá nhiều, trong đó những người con gái có nhan sắc chấp nhận được những người có tiền và muốn có nhân tình "bao" cho các khoản chi tiêu để sống và hưởng thụ. Họ cũng là đối tượng của một số tác phẩm văn học như kịch, truyện ngắn, tiểu thuyết hiện đại và là tên gọi chung của:
- Sugar baby, là một thực hành hẹn hò trong đó một người nhận được tiền, quà tặng, hỗ trợ hoặc các lợi ích tài chính và vật chất khác từ người khác để đổi lấy một mối quan hệ xã hội hoặc lãng mạn
- Gái gọi (callgirl hay escort), là một công nhân tình dục (không giống như gái mại dâm đường phố) không thể hiện nghề nghiệp của mình công khai với xã hội.

## Vật chất và nhân phẩm
Có cô thậm chí sinh ra và lớn lên trong gia đình truyền thống giáo dục, làm cô giáo cũng thành gái bao. Ban ngày họ lên giảng đường, tối làm… gái bao. Họ làm vậy để có nhiều tiền trang trải cho cuộc sống, thậm chí để "đi bay" (chơi thuốc lắc).
Một số trường hợp các cô gái bao được trả tiền bao theo lần. Khi có nhu cầu thì khách gọi "đi chơi". Có trường hợp, trung bình, một tour từ Hà Nội đi các tỉnh trong vòng 5-7 ngày, mỗi hướng dẫn viên kiêm gái bao được trả từ khoảng 500 đến 1.000 USD. Số tiền này hơn hẳn lương tháng của một viên chức, lại được đi du lịch... ăn chơi suốt nên nhiều cô đã... nhắm mắt đưa chân. Họ nhận "hợp đồng đi tour" từ các cơ sở du lịch, hoặc do chính họ tự tìm mối ở những địa danh du lịch, mỗi cô "hướng dẫn viên du lịch" này có trách nhiệm đưa 1 hoặc 2 khách Tây ba lô đi tour và hành trình của họ rong ruổi trên khắp các nẻo đường, từ lên rừng xuống biển hoặc đi theo tour nhất định. Mọi chuyện đều và đã xảy ra. Tuy nhiên, đây chỉ là số ít trong số những hướng dẫn viên du lịch chân chính đang hàng ngày vắt sức lao động để giới thiệu cho du khách nước ngoài về một vùng đất giàu đẹp và hiếu khách.
Giữa các cô gái bao và nhân tình thường là cuộc mua bán sòng phẳng. Thậm chí những kẻ có tiền, bỏ tiền ra bao còn coi đồng tiền của mình lớn, họ cho rằng các cô gái đó có lời dù nhiều trường hợp, các cô gái phải đánh đổi nhiều năm trong đời thanh xuân.
Cuối cùng các cô gái này đều có thể bán dâm, quan hệ tình dục để cuối cùng nhận được tiền bo, tiền cho.

## Khác biệt tầng lớp

### Địa vị thấp
Gái bao từ tầng lớp thấp thường bầu bạn với chủ nhân trong một thời gian dài bất kể dù họ có cảm xúc hoặc bận việc gì vào lúc đó. Đôi khi, họ phải chuẩn bị phục vụ chủ nhân bất cứ lúc nào. Họ có địa vị xã hội thấp và thường bị xã hội lên án bởi vì nghề kiếm tiền của họ bị coi là vô đạo đức. Trong nghề này, gái bao phụ thuộc tài chính hoàn toàn vào chủ nhân khiến cuộc sống họ khá là bấp bênh; Cora Pearl là một ví dụ điển hình.